# Christiaan van Lennep
Jonkheer Christiaan Kick van Lennep, né le 3 janvier 1887 à Hilversum et mort le 5 décembre 1955 à Montreux, est un joueur de tennis néerlandais.
Issu d'une grande famille de la noblesse néerlandaise, il est le petit-fils du poète Jacob van Lennep.

## Carrière
Six fois championnat national en simple (1905, 1907, 1919, 1921, 1925 et 1926) et sept fois en double (1904, 1905, 1907, 1908, 1912, 1916 et 1923), il a atteint la finale des internationaux des Pays-Bas en 1919 et du premier British Hard Court à Torquay en 1924.
Il est huitième de finaliste au tournoi de Wimbledon en 1920 et demi-finaliste en double en 1926 avec Béla von Kehrling contre Jacques Brugnon et Henri Cochet. Il participe aux Jeux olympiques de 1908 et de 1924.
Il a pris part à 12 rencontres de Coupe Davis entre 1920 et 1928. Principalement sélectionné en double, il compte cependant deux victoires prestigieuses contre Louis Raymond, futur champion olympique en 1920 et Umberto de Morpurgo en 1923. En 1925, il a atteint la finale de la zone Europe contre la France.